# 索菲娅·托罗
索菲娅·托罗（西班牙語：Sofía Toro，1990年8月19日—），西班牙女子帆船运动员。她曾代表西班牙参加2012年夏季奥林匹克运动会帆船比赛，联同塔玛拉·埃切戈延和安赫拉·普马列加获得一枚金牌。